# 야노쉬

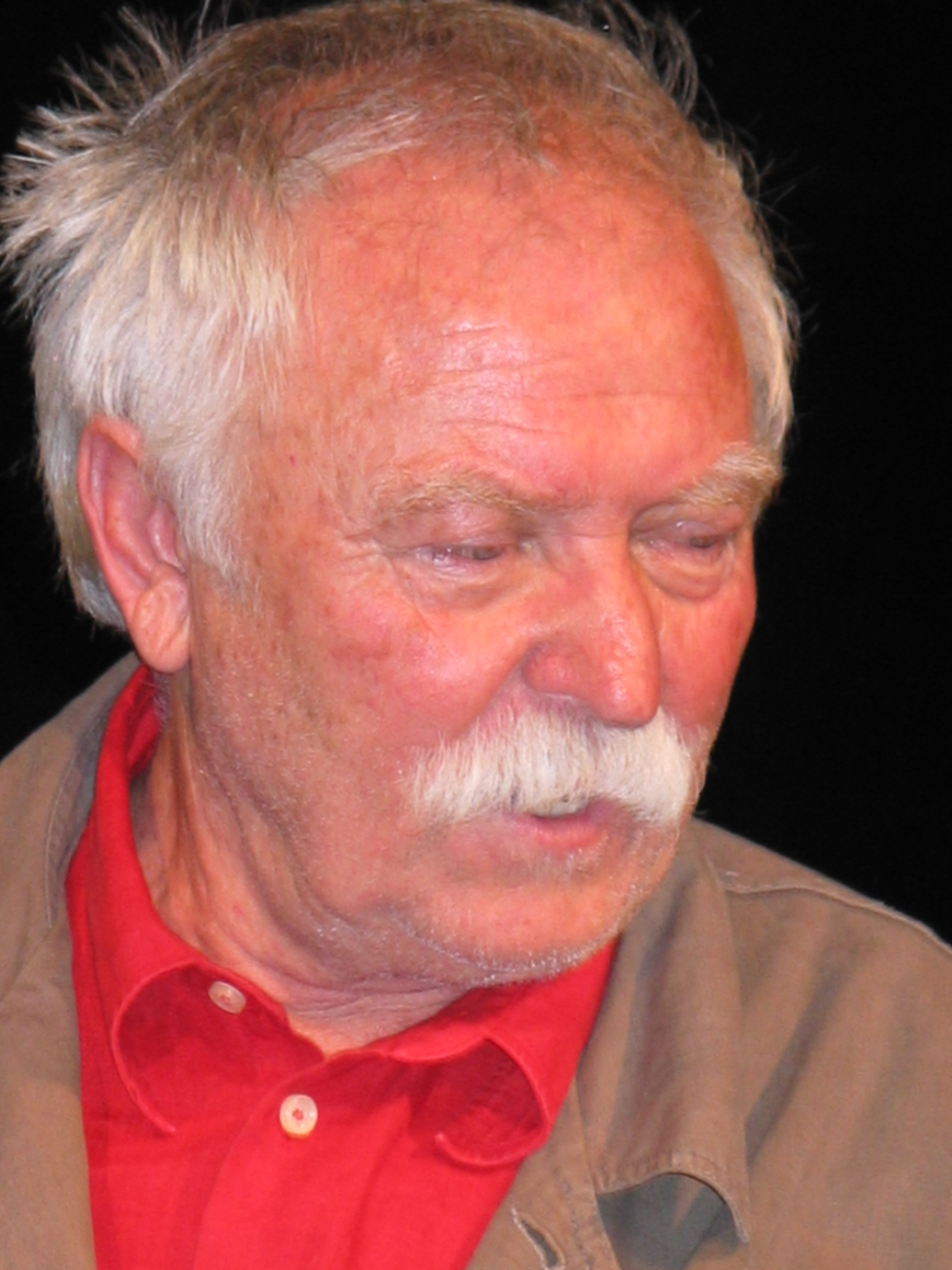
야노쉬

야노쉬(Janosch, 1931년 3월 11일~ )는 독일의 예술가이자 문학가이다.

## 생애
폴란드 국경 근처의 '자브르체'라는 작은 마을에서 태어났다. 어려서부터 대장간과 공장 등지에서 일하며 어렵게 그림 공부를 했지만 학교에서 그는 재능 부족이라는 이유로 1953년 퇴교 처분을 받는다. 이후 그림과 동화 창작에 전력을 쏟았고 프리랜서 작가로 활동을 시작해 1960년 친분이 있던 게오르그 렌츠 출판사에서 첫 동화책을 출간했다. 이때 출판사의 권유로 '야노쉬 Janosch'라는 예명을 쓰기 시작했다. 이후 작가이자 일러스트레이터로 활동하면서 지금까지 어린이 동화와 성일을 위한 소설, 연극 대본 등 300여 편이 넘는 작품을 출간했다. 그동안 브라티슬라바 비엔날레 황금메달 상을 두 번 받았고, 독일 청소년 문학상, 프랑스 청소년 도서상 등 그림책과 청소년 소설 분야에서 여러 권위 있는 상을 받았다.
사람 만나기를 싫어하고 인터뷰도 잘 안 하는 것으로 유명한 야노쉬는 스페인령 카나리아 제도에 있는 외딴 섬인 테네리페에서 여유로운 말년을 보내며 창작에 전념하고 있다.

## 수상
- 1972 안데르센 메달 수상
- 1979 독일 문학상 수상(파나마로의 여행)
- 재미와 시를 다룬 야노쉬의 큰 책 브라티슬라바 전시회 작품상, 장식판 시상 수상

## 주요작품
야노쉬의 작품들은 단순한 선과 수채화풍의 맑고 밝은 색채, 섬세하고도 따뜻한 묘사를 특징으로 하는 일러스트, 그리고 꿈을 심어주면서도 허무맹랑하지 않은 유머로 가득 찬 텍스트가 큰 축을 이룬다. 분명한 색채와 디자인 감각을 바탕으로 펴낸 그의 책들은 아동 일러스트레이션의 교과서적인 모델이 되었다.
- 보이지 않는 인디언 이비우부후(1991)
- 용감한 꼬마 재봉사(1996)
- 아기호랑이에게 보낸 편지(1996)
- 보물을 찾으면 부자가 되나요?(1996)
- 아름다운 파나마는 어디 있나요?(1996)
- 참파노와 곰(1998)
- 하드락 그를 알게 된 것은 행운이었다(1999)
- 아빠사자와 행복한 아이들(2000)
- 이글라우로 간 악어(2001)
- 왕이빨 라리 파리(2001)
- 호야와 곰곰이의 세계지도 여행(2001)
- 세상 속 특별한 이야기(2002)
- 잠꾸러기 피츠케의 꿈꾸기(2002)
- 내 사랑스러운 토끼책(2003)
- 난 커다란 털복숭이 곰이다(2003)
- 예쁜 엉덩이가 좋아-천재작가 야노쉬가 그림형제를 다시 읽다(2004)
- 바나나맛 파나마(2011)
- 내 마음의 보물상자(2011)
- 행복을 나누는 편지(2011)
- 마법의 바이올린과 조세(2011)

야노쉬의 일러스트 작품들은 쾰른의 어린이 박물관에 상설 전시되고 있으며 그 밖에 하노버의 빌헬름 부쉬 박물관, 마인츠의 구텐베르크 박물관, 베를린과 함부르크의 여러 박물관 등에서 순회 전시되었다. 2003년에는 우리나라에서도 야노쉬 원화 전시회가 열렸다. 야노쉬의 일러스트에 등장하는 동물 캐릭터들은 일명 '야노쉬 캐릭터'가 되어 다양한 선물용품, 문구, 장난감, 가구 등으로 제작, 판매되고 있다.

## 만화 영화
- 야노쉬의 꿈과 시간
- 귄터카스텐프로쉬의 행복한 삶

등 여러 편 제작하였다.